# 천국의 나그네
《천국의 나그네》는 1994년 4월 11일부터 1994년 10월 15일까지 방영된 MBC 아침 드라마 작품이다. 1989년에 방영된 《천사의 선택》을 리메이크한 작품으로, 스코틀랜드 출신 작가 A.J 크로닌의 소설 《샤논의 길》과 《성채》를 묶어 제작하였다.

## 등장 인물
- 전현 : 석범 역 (아역 주한울)
- 나현희 : 화경 역 (아역 김민정)
- 강남길 : 인숙의 남편 역
- 윤유선 : 인숙 역
- 최미향 : 단 역
- 김상중 : 명규 역
- 유혜리 : 남희 역
- 문회원 : 석범의 이모부 역
- 최항석
- 전유진 : 소진 역
- 김응석 : 원재 역
- 이시은
- 안재욱
- 박상아

## 참고 사항
- 6개월을 채우기 위해 주인공 석범 주위의 에피소드를 지나치게 나열했다는 지적이 있었다.[1]
- 석범 역을 맡은 전현은 원작 드라마인 《천사의 선택》에서 어린 석범 역으로 출연했었다.[2]

## 참고 문헌
- 천국의 나그네 원작소설 기사
- 천국의 나그네 전작 기사